# Corynoptera barbata
Corynoptera barbata är en tvåvingeart som beskrevs av Risto Kalevi Tuomikoski 1960. Corynoptera barbata ingår i släktet Corynoptera, och familjen sorgmyggor. Arten är reproducerande i Sverige.